# اچ‌دی ۷۲۶۵۹
اچ‌دی ۷۲۶۵۹ یک ستاره است که در صورت فلکی مار باریک قرار دارد.